# Frank Wentz
Frank Wentz fizikus, klímakutató.

## Pályafutása
Míg a globális felmelegedés következtében az atmoszféra (a földfelszín) hőmérséklet nő, addig a troposzféra átlagos hőmérséklete csökken, feltételezték eddig egyes tudósok.
Frank Wentz és Matthias Schabel amerikai kutatóknak időnként a Nature magazinban együtt publikálnak. A műholdak süllyedését is számításba véve viszont az adódik, hogy a troposzférában szintén lassú fölmelegedés megy végbe. James Hansen, a NASA Goddard Intézetének klimatológusa szerint ez az eredmény a klímamodellek eredményeivel összhangban van. Wentz és Schabel arra figyelt föl, hogy például a NOAA-06 műhold 1996-ban mintegy 15 kilométerrel alacsonyabban keringett, mint 1980-ban. A valóságos 0,12 fokos fölmelegedésből tehát 0,09 fokos lehűlést regisztráltak a műholdak. A tanulmány kijavította a korábbi szakmai hibás számítást.
Frank Wentz szerint a pozitív visszacsatolás már régen megkezdődött: a légköri vízgőz-koncentráció az 1990-es években 2%-kal nőtt.